# Xavier Puig
Xavier Puig Ortiz (Cervera, 1973) es un profesor de música, director coral y director de orquesta español.

## Biografía
Cursó los estudios elementales de violín en el conservatorio de su ciudad natal y los completó en el Conservatorio profesional de Badalona, donde obtuvo el título superior como profesor en armonía, contrapunto, composición e interpretación. Además, siguió formación como director coral en los cursos internacionales de Lérida con Josep Prats o Laszlo Heltay, entre otros, así como en la Academie International de Pontarlier (Francia) y en los Cursos Europeos de Dirección. Al tiempo, comenzó dirección orquestal en el Conservatorio Superior de Barcelona con Salvador Mas, asistió a los Wiener Meisterkurs del Institut für das Studium der Wiener Klassic/Romantik (Viena, 1997) y cursó tres años de dirección en la Universität für Musik und Darstellende Kunst, también en Viena, que finalizó en 2001.
Al año siguiente de terminar su formación en Austria ganó por oposición la plaza de director asistente de la Joven Orquesta Nacional de España (JONDE). Justo un año más tarde, hizo lo propio con la plaza para director asistente de la Orquesta Sinfónica de Barcelona y Nacional de Cataluña. Desde 2005 es director titular del coro de cámara del Auditorio de Lérida y la Coral Ginesta de Cervera. Así mismo es profesor de dirección en la Escuela Superior de Música de Cataluña.
Ha sido director invitado en distintas orquestas de España como la Orquesta y Coro de Radiotelevisión Española, la Orquesta Barroca Catalana, la Orquesta Sinfónica de Navarra, la Joven Orquesta de la Comunidad de Madrid o la Orquesta Nacional de España (ONE). También ha dirigido fuera de España en el Ensemble Kaleidoscop der Nationen y ha participado en el Schleswig-Holstein Musik Festival y en el Konzerthaus Berlin.
A lo largo de su carrera ha grabado piezas con la Joven Orquesta Nacional de Óscar Esplá y Julio Gómez, con la Orquesta de Barcelona realizó varios programas divulgativos para TV3 y ha editado un disco compacto de obras corales de autores catalanes como Federico Mompou y Manuel Blancafort.